# 빅토린 뫼랑

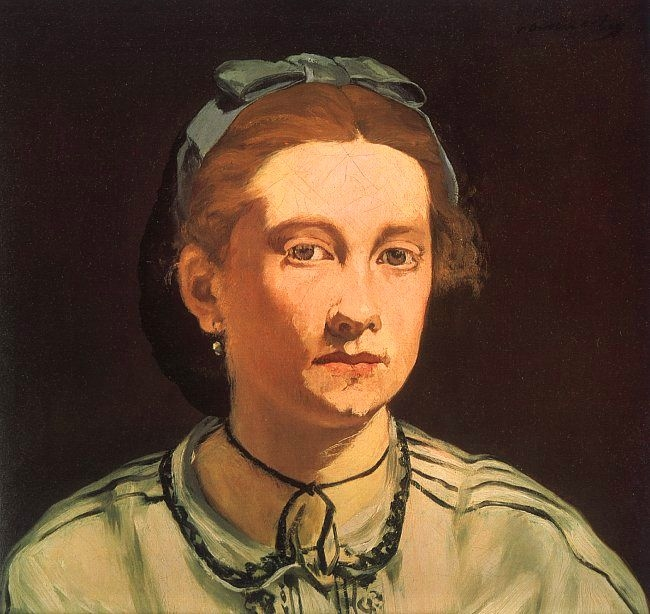

빅토린-루이스 뫼랑(Victorine-Louise Meurent, 1844년 2월 18일~1927년 3월 17일)은 프랑스의 화가이자 화가의 모델이다. 그녀는 에두아르 마네가 가장 좋아하는 모델로 가장 잘 알려져 있지만, 권위 있는 파리 살롱에 정기적으로 출품한 그녀 자신의 예술가였다. 1876년, 그녀의 그림은 살롱의 심사위원 전시회에 포함되도록 선택되었지만 마네의 작품은 그렇지 않았다.
뫼랑은 1844년 2월 18일 일요일 파리에서 장인의 가족으로 태어났다. 그녀의 어머니는 제분 업자였고 아버지는 청동 조각가였다. 1860년, 16세의 나이에 뫼랑은 토마 꾸튀르의 스튜디오에서 모델링을 시작했으며 그녀는 그의 여성 아틀리에에서 미술을 공부했을 것이다.
뫼랑은 1862년 마네의 그림에서 처음 모델이 되었다. 마네는 뫼랑이 기타를 들고 거리에서 그녀를 보았을 때 처음으로 끌렸다.  그녀는 새우(La Crevette)라는 별명을 얻은 작은 키와 마네의 《올랭피아》 수채화 사본에서 매우 밝게 묘사되는 빨간 머리로 특히 눈에 띄었다. 뫼랑은 바이올린과 기타를 연주했다. 그녀는 두 가지 악기를 가르쳤다. 그녀는 또한 노래를 불렀고, 보도에 따르면 카페 콘서트에서 공연한 것으로 알려졌다.
뫼랑의 이름은 1863년 마네의 《풀밭 위의 점심 식사》와 《올랭피아》와 연관되어 있다. 당시 마네의 절친한 친구였던 에드가 드가와 벨기에 화가 알프레드 스티븐스의 모델이기도 했다. 그녀와 스티븐스의 관계는 특히 가까웠다고 한다.
마네는 미술 수업을 듣기 시작한 1870년대 초까지 뫼랑을 모델로 계속 사용했다. 그녀는 마네가 반대한 아카데믹한 그림 스타일에 끌렸기 때문에 뫼랑과 마네는 소원해졌다. 뫼랑이 마지막으로 그린 마네의 그림은 1873년에 그린 《기찻길》(The Railway)이다. 이 그림은 마네가 현대적 주제를 사용한 예이다.
1875년, 뫼랑은 초상화가와 함께 공부하기 시작했다. 이듬해 뫼랑은 처음으로 자신의 작품을 살롱에 제출했고 승인을 받았다. 마네의 작품은 그 해 심사위원단에 의해 거부되었다.
1879년 미술 아카데미에서 뫼랑의 출품작은 마네의 출품작과 같은 방에 걸려 있었다. 뫼랑의 작품은 1885년과 1904년 전시회에도 포함되었다. 뫼랑은 총 6번의 살롱전에 출품했다. 그녀는 또한 1880년대까지 모델로서 돈을 벌었다.
1906년 62세의 나이에 뫼랑은 파리를 떠나 파리 북서쪽에 있는 코뮌인 콜롱브 교외로 향했다.
뫼랑은 1927년 3월 17일 83세의 나이로 세상을 떠났다.